# Arcane Rain Fell
Pour les articles homonymes, voir Arcane.
Albums de Draconian
Where Lovers Mour
(2003) The Burning Halo
(2006)
Arcane Rain Fell est le deuxième album studio du groupe de metal gothique/doom metal suédois Draconian. L'album est sorti en janvier 2005 sous le label Napalm Records.
Cet album est un album-concept: les paroles traitent de la tombée de l'ange Lucifer du paradis, puis de la naissance d'Hades. Les titres suivent ce thème dans l'ordre chronologique.

## Liste des morceaux
1. A Scenery of Loss – 9:10
2. Daylight Misery – 5:30
3. The Apostasy Canticle – 9:51
4. Expostulation – 2:05
5. Heaven Laid in Tears (Angels' Lament) – 6:54
6. The Abhorrent Rays – 5:32
7. The Everlasting Scar – 6:00
8. Death, Come Near Me – 15:22